# Tino Insana
Tino Insana, född 15 februari 1948 i Chicago, Illinois, död 31 maj 2017 i Kalifornien, var en amerikansk skådespelare, röstskådespelare, komiker, manusförfattare och producent.